# Хлодсквіда

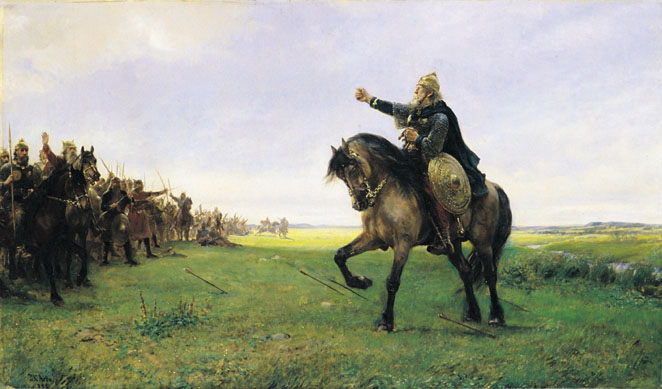
Гізур викликає гунів на бій.

Хлодсквіда або "Битва готів з гунами" (Hlöðskviða) - епічна поема включена у Герверську сагу про військове протистояння між гунами й готами.
Історична достовірність поеми є неоднозначною та заплутаною. Численні спроби відтворення історичних умов або походження  саги вказують на її час походження у середині 5-го сторіччя, про битву, що відбуваються десь у Центральній Європі недалеко від Карпатських гір, або східніше від них, ймовірно, в Україні.

## Тексти, історичність та аналіз
Налічуються два головних джерела саги:
- "H", від Hausbók (A.M. 544) початку 14 сторіччя;
- "R", - 15 сторіччя, пергамент (MS 2845).

Заключна частина саги, в тому числі Хлодсквіда відсутні у H й урізані у R. Відсітні частини тексту саги збереглися у копії 17-го сторіччя цих джерел.
Сама поема Хлодсквіда, початково, була окремим від саги твором. Вона має декілька аналогів, що містять тотожню або пов'язані за змістом історію, як англійська Відсіт, Орвар-Одд сага та Діяння данів.
Історичність "битви готів й гунів", в тому числі ототожнення людей, місць та подій, було предметом наукового дослідження з 19-го сторіччя, що не дало однозначного результату. Запропоновані місця події включають ряд місць навколо Карпатських гір, а також на Валдайській височині.
Дослідники пропонують ототожнювати з готсько-гунською битвою епоса з кількома відомими історичними:
- Битва на Каталаунських полях (451 рік) Флавія Аеція й вестготів Теодоріка І проти гунів Аттіли;
- битва між готським королем Острогота й гепідським королем Фастидою;
- битва між лангобардами й вулгарами (булгари), у якій лангобардського короля Агельмунда (Agelmund) було вбито;
- битва гепідів з гунами вже після смерті Аттіли (помер 453 року), ймовірно, за правління гепідського князя Ардаріка;
- битва кримських готів;
- битва 386 року на Дунаї, коли гревтунзький князь Одотей був вимушений вдертися у Римську імперію, що призвело до загибелі багатьох готів й самого Одотея, й укриття решти народу у римській провінції Фригіїя;
- схожість подій епосу з битвою при Недао.

Ідентифікації осіб поеми з історичними особистостями також виявляється складною. На останок, будь-яка історична дата битви готів з гунами записаної у сазі на декілька сторіч давніша (незалежно від точного визначення датування подій саги) за події, що передують битві у сазі.

## Текст
Поема збережена у вигляді окремих строф, що перемежовані серед тексту Герверської саги. Загалом поема у сазі займає 29 цілих або частин строф, з яких більшість є оповіданням без прямої мови. Багато чого з цієї поеми тепер у вигляді прози, проте вважається, що оригінально вона була у вигляді  вірша, на що вказують деякі текстуальні докази у прозі на віршовану форму першоджерела. Толкієн вважав, що поема спочатку формувалася як самостійне оповідання й тепер знаходиться у сазі поза контекстом.
Деякі пошкоджені вірші були записані по-різному різними редакторами й текст виявляє ознаки різного часу складення або запису у різних частинах тексту, у тому числі великі вірші схожі на ранні віршові еддаїстичні поеми Атлаквіда чи Хамдісмал, тоді як інші мають не такі багаті вірші.
Строфи, як правило, пронумеровані, але нумерація може починатися з першої поетичної строфи саги, а не поеми.

### Зміст поеми
Гейдрик, король гетів, мав двох синів, Ангантира й Гледа. Тільки Ангантир був законним, тому й він успадкував володіння свого батька. Глед, чия мати була донькою короля гунів Гумлі, народився й виріс серед гунів, претендував на половину спадщини свого батька Гейдрика. Ангантир відмовився ділити спадщину й почалась війна, жертвою якої стала спочатку їх сестра Гервора, й згодом - Глед.
Перші поетичні рамки народам й їх правителям:
| Ár kváðu Humla Húnum ráða, Gizur Gautum, Gotum Angantý, Valdarr Dǫnum, en Vǫlum Kjár, Alrekr inn frœkni enskri þjóðu. | Це були часи Гумла гунського правителя, Гізура ґетського, готського Ангантира, Валдара данського, й гальського Кьяра, Алрекра хороброго англійського народу. |
| | —(Толкієн 1960, (75) стор. 45-6) |

Валдара також названо королем данців у Другій пісні про Гудрун.
Після смерті Гейдрека, Глед приїхав в Архаймар вимагати половину Готської держави у спадок. У вимозі Гледа є ліс, що відділяє готів від гунів та "свята могила", що, очевидно, була важливою готською святинею, деталі щодо якої невідомі.
| hrís þat it mæra, er Myrkviðr heitir, grǫf þá ina helgu, er stendr á Goðþjóðu, stein þann inn fagra, er stendr á stǫðum Danpar, hálfar herváðir, þær er Heiðrekr átti, lǫnd ok lýða ok ljósa bauga. | славний ліс що зветься Мірквуд, свята могила в Готландії стоїть, що є коштовним каменем біля Дніпра, половина скарбу належить Гейдреку, земля й васали й блискучі перстні! |
| | —(Толкієн 1960, (82) стор. 48-9) |

Ангатир запропонував Глоду третину своїх володінь, але Гізур, старий прийомний батько Гейдрека каже, що цього не можна давати байстрюку. Після повернення Глода до Гунського королівства, його дід Гумла, зважаючи на цю образу, починає збирати гунське військо.
Поема закінчується коли Ангатир знаходить свого брата мертвим:
| Bǫlvat es okkr, bróðir, bani em ek þinn orðinn; þat mun æ uppi, illr er dómr norna. | Ми прокляті, родич, твоїм вбивцею є я! Це ніколи не забудеться; загибель Норна є злою. |
|                                                                                     | —(Толкієн 1960, (103) стор. 57-8)                                                      |

## Зовнішні посилання
- Jónsson, Guðni, ред. (1956), Hlöðskviða, Eddukvæði (Sæmundar-Edda), с. 354 е-текст